# Bejt Še'an
Bejt Še'an (hebrejsky  בֵּית שְׁאָן‎, arabsky بيسان‎ – Bísán nebo Bajsán, v oficiálním přepisu do angličtiny Bet She'an, přepisováno též Beit She'an) je město v Severním distriktu v Izraeli.

## Geografie
Leží v Bejtše'anském údolí, které je součástí Jordánského údolí, v oblasti s intenzivním zemědělstvím v nadmořské výšce 125 metrů pod mořskou hladinou. Podél severního okraje města směřuje od západu tok Nachal Charod, podél něhož západně odtud Bejtše'anské údolí přechází do Charodského údolí. Do Nachal Charod vede skrz město také vádí Nachal Kibucim. Na jihozápad od města je údolní sníženina ohraničena masivem hory Gilboa, na severu je to náhorní planina Ramat Cva'im. Vlastní dno těchto údolí v okolí města je rovinaté, s rozsáhlými plochami umělých vodních nádrží a zemědělských pozemků. Člení ho jen pahorky, většinou lidského původu, coby stopy dávného osídlení. Z nich je nejvýznamnější Tel Bejt Še'an (viz níže). Dále jsou to pahorky Tel Naharon, Tel Ictaba na severním okraji města, nebo Tel Bacul a Tel Temes na západní straně a Tel Nisa na východě.
Bejt Še'an leží přibližně 33 km jižně od města Tiberias, přibližně 62 km jihovýchodně od Haify a přibližně 87 km severovýchodně od centra Tel Avivu.
Město je důležitým dopravním uzlem. Severojižní spojení zajišťuje silnice číslo 90, východozápadní silnice číslo 71, která vede na hraniční přechod Jordán se silničním spojení do Jordánského království. Na severním okraji města končí železniční trať v Jizre'elském údolí, zrušená roku 1948 a obnovená po nákladné rekonstrukci roku 2016. Nachází se tu železniční stanice Bejt Še'an.
Bejt Še'an leží v oblasti s hustým zemědělským osídlením. Na rozdíl od Galileje je zdejší sídelní síť takřka zcela židovská, bez výraznějšího arabského prvku. Město je střediskem oblastní rady Emek ha-ma'ajanot, která sdružuje okolní vesnická sídla. Samotný Bejt Še'an ale coby obec s městským statutem pod jurisdikci této oblastní rady nespadá.

## Starověké a středověké osídlení
Bejt Še'an patří k nejstarším městům na území Izraele, s takřka nepřetržitou tradicí lidského osídlení sahající do 3. tisíciletí před naším letopočtem, tedy do doby měděné (eneolitu). Osídlení se po větší část dějin soustřeďovalo do lokality severně od nynějšího města, v údolí řeky Nachal Charod, kde se postupně navršily jednotlivé sídelní vrstvy do umělého pahorku (telu) Tel Bejt Še'an. V rané době bronzové zde už stálo velké město. V 15.–12. století před naším letopočtem sloužil Bejt Še'an jako správní centrum ovládané Egyptem. V následujících stoletích město ovládali Izraelité. V 3.–2. století před naším letopočtem zde zřídili helénističtí vládci město nazývané Skythopolis, které se pak dále rozvíjelo za vlády Římanů a Byzantské říše. V roce 363 bylo město poničeno zemětřesením. V roce 409 se stalo centrem nové provincie Palestina Secunda. V 6. století pak dosáhlo maximálního rozsahu a žilo zde přibližně 40 000 lidí. V roce 635 v rámci islámské expanze bylo město ovládnuto arabskými dobyvateli. Po nějakou dobu zde fungovalo soužití muslimů i křesťanů, ale město ekonomicky i demograficky upadalo. 18. ledna roku 749 byla obec zcela zničena při zemětřesení a už nikdy se nevzpamatovala. Ve 12. století tu krátce vládli z místní pevnosti křižáci. Po jejich porážce existovala v prostoru bývalého města jen arabská vesnice Bejsan.
V roce 1950 začaly v prostoru města archeologické výzkumy a byl zde odkryt starověký amfiteátr. V roce 1983 prováděl na pahorku Tel Bejt Še'an výzkumy izraelský archeolog a politik Jiga'el Jadin. Další výzkum v letech 1989-1996 prováděla Hebrejská univerzita. V prostoru starověkých vykopávek se dnes rozkládá národní park Bejt Še'an.

## Novověké dějiny
V 19. a v 1. polovině 20. století se na místě nynějšího Bejt Še'anu nacházelo menší arabské město Bejsan. V září 1918 byla tato oblast dobyta v závěru první světové války britskou armádou a Bejt Še'an se stal do roku 1948 součástí britské mandátní Palestiny. Během arabských nepokojů v roce 1929 odtud odešla nevelká židovská komunita. Do roku 1948 pak šlo o ryze arabské město. Samotný Bejsan zůstával převážně arabským sídlem, ale od 20. let 20. století vznikaly v jeho okolí první židovské osady (například kibuc Ejn Charod). Podle plánu OSN na rozdělení Palestiny z roku 1947 se měl Bejsan stát součástí židovského státu. V roce 1945 měl Bejsan 5720 obyvatel (z toho 540 židovských, zbytek Arabové). Během následné arabsko-izraelské války pak 12. května 1948 Bejsan dobyly v rámci operace Gid'on židovské síly Hagany. Dobytí tohoto regionu provedla brigáda Golani. Místní arabské obyvatelstvo v průběhu bojů oblast opustilo.
Vysídlené město pak bylo osídleno židovskými běženci ze severní Afriky. Bejt Še'an se pak stal takzvaným rozvojovým městem, které vláda cíleně podporovala tak, aby došlo k rovnoměrnějšímu rozptylu obyvatelstva. V roce 1999 získal Bejt Še'an statut městské rady, tedy velkého města (city).

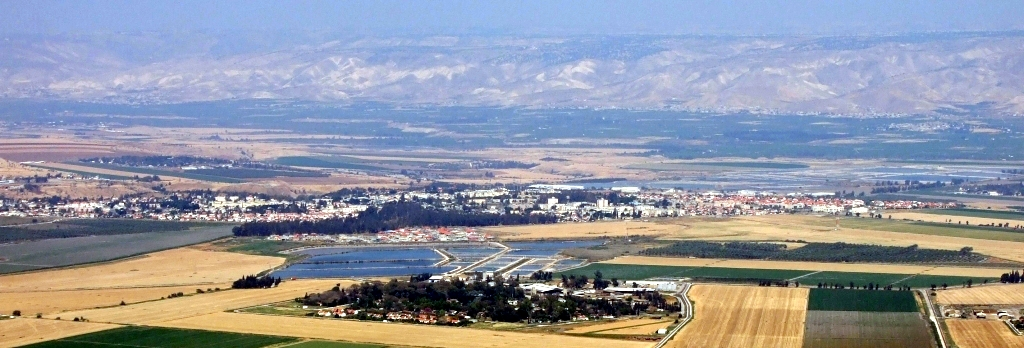
Celkový pohled na město Bejt Še'an, v pozadí údolí řeky Jordán

## Současnost
Bejt Še'an má charakter regionálního centra, s občanskou vybaveností, která slouží i obyvatelům celé oblastní rady Emek ha-ma'ajanot. V obci funguje 24 veřejných mateřských škol a dalších 11 soukromých. Jsou tu 4 státní náboženské základní školy, 2 sekulární základní školy, střední školství.
Východně od města se nachází velká průmyslová zóna. V Bejt Še'an stojí cca 85 synagog, několik zdravotních středisek, bankovní pobočky, městská knihovna. Místní ekonomika je podporována turistickým ruchem (areál archeologických památek okolo Tel Bet Šean).

## Demografie
Podle údajů z roku 2009 tvořili naprostou většinu obyvatel Židé – cca 16 500 osob (včetně statistické kategorie „ostatní“, která zahrnuje nearabské obyvatele židovského původu ale bez formální příslušnosti k židovskému náboženství, přibližně 16 800 osob). Bejt Še'an je město se smíšenou populací, tedy složenou ze sekulárních i nábožensky orientovaných obyvatel.
Jde o středně velkou obec městského typu s dlouhodobě mírně rostoucí populací. K 31. prosinci 2017 zde žilo 17 700 lidí.
| Rok  | Obyvatelé |
| ---- | --------- |
| 1949 | 1 200     |
| 1950 | 2 875     |
| 1951 | 3 720     |
| 1952 | 3 660     |
| 1953 | 3 950     |
| 1954 | 4 600     |
| 1955 | 6 400     |
| 1956 | 8 000     |
| 1957 | 9 300     |
| 1958 | 9 900     |
| 1959 | 10 450    |
| 1960 | 9 950     |
| 1961 | 9 800     |
| 1962 | 10 900    |
| 1963 | 12 800    |
| 1964 | 12 400    |
| 1965 | 12 700    |
| 1966 | 12 400    |
| 1967 | 12 500    |
| 1968 | 12 400    |
| 1969 | 12 200    |
| 1970 | 11 900    |
| 1971 | 12 100    |
| 1972 | 11 300    |
| 1973 | 12 000    |
| 1974 | 12 000    |
| 1975 | 12 300    |
| 1976 | 12 600    |
| 1977 | 12 700    |
| 1978 | 12 800    |
| 1979 | 13 100    |
| 1980 | 13 300    |
| 1981 | 13 400    |
| 1982 | 13 500    |
| 1983 | 12 900    |
| 1984 | 13 100    |
| 1985 | 13 100    |
| 1986 | 13 100    |
| 1987 | 13 000    |
| 1988 | 13 100    |
| 1989 | 13 100    |
| 1990 | 13 500    |
| 1991 | 14 100    |
| 1992 | 14 600    |
| 1993 | 14 800    |
| 1994 | 14 900    |
| 1995 | 14 898    |
| 1996 | 15 038    |
| 1997 | 15 126    |
| 1998 | 15 285    |
| 1999 | 15 600    |
| 2000 | 15 728    |
| 2001 | 15 704    |
| 2002 | 15 900    |
| 2003 | 16 100    |
| 2004 | 16 000    |
| 2005 | 16 200    |
| 2006 | 16 400    |
| 2007 | 16 600    |
| 2008 | 16 900    |
| 2009 | 16 900    |
| 2010 | 17 000    |
| 2011 | 16 900    |
| 2012 | 17 200    |
| 2013 | 17 300    |
| 2014 | 17 300    |
| 2015 | 17 300    |
| 2016 | 17 600    |
| 2017 | 17 700    |
| 2018 | 18 200    |